# Phare Ormos Limeniou
Le phare Ormos Limeniou, également appelé phare Limeni est situé à l'entrée sud du port de Limeni, au nord-ouest d'Areópoli dans golfe de Messénie en Grèce. Il est achevé en 1898.

## Caractéristiques
Le phare est une structure métallique, sur le toit de la maison du gardien (à l'abandon). Il s'élève à 14 mètres au-dessus de la mer Ionienne.

## Codes internationaux
- ARLHS[2] : GRE-091
- NGA : 14980
- Admiralty[3] : E 4040

## Source
(en) [PDF] List of lights radio aids and fog signals - 2011 - The west coasts of Europe and Africa, the mediterranean sea, black sea an Azovskoye more (sea of Azov) (la liste des phares de l'Europe, selon la National Geospatial - Intelligence Agency)- Version 2011 - National Geospatial - Intelligence Agency - p. 260